# Pristurus gallagheri
Pristurus gallagheri — вид геконоподібних ящірок родини Sphaerodactylidae. Ендемік Оману.

## Поширення і екологія
Pristurus gallagheri мешкають в горах Хаджар на півночі Оману. Вони живуть в акацієвих заростях, в заростях Ficus salicifolia і Moringa peregrina, трапляються в садах. Зустрічаються на висоті від 450 до 1830 м над рівнем моря.

## Збереження
МСОП класифікує стан збереження цього виду як близький до загрозливого. Pristurus gallagheri можуть загрожувати зміни клімату.